# AS Adema 149–0 SOE Antananarivo (2002)
No dia 31 de outubro de 2002, os clubes malgaxes Adema e SOE Antananarivo se enfrentariam na cidade de Toamasina em mais uma rodada do playoff do Campeonato de Futebol de Madagáscar. O que chamou a atenção foi o placar favorável ao Adema: 149 a 0, ultrapassando o placar de 36 a 0 do jogo entre Arbroath e Bon Accord, pela Copa da Escócia de 1885–86. Mas nenhum atleta da equipe da casa marcou um gol, pois todos os gols foram contra. A atitude foi um pedido do treinador do SOE, Ratsimandresy Ratsarazaka, que, em protesto a diversos erros de arbitragem que prejudicaram sua equipe, obrigou os jogadores a marcar seguidamente contra o próprio gol.
Ironicamente, o SOE fora o campeão malgaxe do ano anterior, e disputava o quadrangular-final do campeonato, junto com o Adema, o Ambohidratrimo e o DSA Atsimondrano, na cidade neutra de Toamasina, maior centro do futebol do país. O título foi decidido uma rodada antes, quando o SOE empatou com o DSA em virtude de um pênalti inexistente marcado pelo árbitro Benjamin Razafintsalama. Ao fim do jogo, Ratsarazaka avisou que algo aconteceria na rodada seguinte, contra o Adema, que se sagraria campeão.
Obedecendo ao pedido do treinador e pelo zagueiro Mamisoa Razafindrakoto (então capitão da seleção nacional), os jogadores do SOE marcaram todos os gols contra, após darem o tiro inicial e sob olhares espantados dos jogadores do Adema. Tal atitude fez com que quase todos os presentes se aglomerassem em frente às bilheterias do Estádio Municipal de Toamasina em busca do reembolso dos ingressos. O SOE, além de ter todos seus resultados no campeonato de 2002 anulados, foi punido com a exclusão de torneios nacionais por dez anos.

## Consequências
Além do técnico Ratsarazaka (que levou 3 anos de suspensão), foram punidos o zagueiro Razafindrakoto, o meio-campista Manitranirina Andrianiaina (capitão do SOE), o atacante Nicolas Rakotoarimanana e o goleiro Dominique Rakotonandrasana (estes últimos até o final da temporada, além de serem impedidos de frequentar estádios durante o período). Outros atletas do Adema e do SOE receberam uma advertência e sofreriam punições mais severas caso ocorresse incidente idêntico. Quanto ao árbitro da polêmica partida, ele não recebeu sanções.
A investigação terminou com o ministro dos Esportes do país, René Ndalana, destituindo os dirigentes da Federação Malgaxe de Futebol, que foram substituídos por uma nova equipe. Dominique Rakotonandrasana, um dos 4 atletas do SOE envolvidos no caso, faleceu em 9 de novembro de 2023, aos 53 anos.

## Detalhes
| 31 de outubro de 2002 | Adema | 149 – 0 | SOE Antananarivo | Estádio Municipal de Toamasina, Toamasina |
| 14:00 (UTC+3)         |       |         |                  | Árbitro: Benjamin Razafintsalama          |

| AS Adema | SOE Antananarivo |

| GK           | 1  | Bruno Rajaozara             |
| LD           | 2  | Leonard Baraka              |
| Z            | 3  | Tojonavalona Rajaonarisoa   |
| Z            | 4  | Tsima Eddy Randriamihaja    |
| Z            | 5  | Jean Tholix                 |
| LE           | 6  | Jean Fidele Randriamala     |
| MC           | 7  | Damien Mahavony             |
| MC           | 8  | Guy Hubert Mamihasindrahona |
| MC           | 9  | Milison Niasexe             |
| AT           | 10 | Jean Natal Ratsimialona     |
| AT           | 14 | Jean Tsaralaza              |
| Técnico:     |    |                             |
| Auguste Raux |    |                             |

| GK                        |  | Dominique Rakotonandrasana   |
| LD                        |  | Olivier Rakotondranoro       |
| Z                         |  | Mamisoa Razafindrakoto       |
| Z                         |  | Jimmy Radafison              |
| LE                        |  | Rakotoarimanana Tolojanahary |
| MC                        |  | Manitranirina Andrianiaina   |
| MC                        |  | Eric-Julien Rakotondrabe     |
| MF                        |  | Rija Juvence                 |
| MC                        |  | Rija Rakotomandimby          |
| AT                        |  | Nicolas Rakotoarimanana      |
| AT                        |  | Nathalie Suivestin           |
| Técnico:                  |  |                              |
| Ratsimandresy Ratsarazaka |  |                              |